# Thestros
Thestros (altgriechisch Θέστρος Théstros) oder Thestios (Θέστιος Théstios) war in der griechischen Mythologie der Sohn des Maron, des Königs von Argos. Er war der Vater des Akoos, der nach ihm den Thron bestieg. Nach Diodorus Siculus hieß sein Sohn und Nachfolger Merops.